# 岐阜県生活技術研究所
岐阜県生活技術研究所（ぎふけんせいかつぎじゅつけんきゅうじょ）とは、岐阜県高山市にある、岐阜県が設置する公設試験研究機関である。

## 概要
- 住宅建材、家具製品などの木材加工、木製品などの振興を目的とし、新材料や新製品の研究と技術支援を行っている。また、福祉用具などの生活製品についても研究を行っている。

## 組織構成
- 試験研究部
  - 木質材料研究室
  - 製品評価研究室
  - 生産技術研究室
  - 技術支援

## 沿革
- 1937年（昭和12年） - 岐阜県工芸指導所を設立。事務所は岐阜市司町の岐阜県庁県商工課に、木工室は羽島郡笠松町の第一工業学校に設置。
- 1939年（昭和14年） - 高山市八幡町100[1]に庁舎が完成し移転。
- 1944年（昭和19年） - 岐阜県木工指導所に改称。
- 1946年（昭和21年） - 岐阜県工芸指導所に改称。
- 1957年（昭和32年） - 岐阜県工芸試験場に改称。
- 1972年（昭和47年） - 現在地に庁舎が完成し移転。
- 1998年（平成10年） - 岐阜県林業センター木材加工部門を統合し、岐阜県生活技術研究所に改称。

## 住所
- 岐阜県高山市山田町1554

## 交通アクセス
- 高山本線「高山駅」下車、徒歩約45分。
- 濃飛バス荘川線「産業センター前」バス停より徒歩約10分。
- 中部縦貫自動車道高山ICより車で約15分。